# Spadentalina
Spadentalina is een geslacht van tandschelpen uit de  familie van de Entalinidae.

## Soorten
- Spadentalina ingrata Scarabino, 1995
- Spadentalina tubiformis (Boissevain, 1906)